# جون رول
جون رول (بالإنجليزية: John Roll) (و. 1947 – 2011 م) هو محام، وقاض من الولايات المتحدة الأمريكية ولد في بيتسبرغ، بنسيلفانيا.

## التعليم
تعلم في جامعة أريزونا.